# Lamprologus stappersi
Lamprologus stappersi är en fiskart som beskrevs av Pellegrin 1927. Lamprologus stappersi ingår i släktet Lamprologus och familjen Cichlidae. Inga underarter finns listade i Catalogue of Life.